# Bahnhof Otaru
Der Bahnhof Otaru (jap. 小樽駅, Otaru-eki) ist ein Bahnhof auf der japanischen Insel Hokkaidō. Er befindet sich in der Unterpräfektur Shiribeshi auf dem Gebiet der Stadt Otaru.

## Verbindungen
Otaru ist ein Durchgangsbahnhof an der Hakodate-Hauptlinie von Hakodate nach Sapporo, der wichtigsten Bahnstrecke Hokkaidōs. Diese wird von der Gesellschaft JR Hokkaido betrieben.
Aufgrund seiner Lage am Rande der Agglomeration Sapporo ist der Bahnhof eine bedeutende betriebliche Schnittstelle. In fast allen Fällen muss hier umgestiegen werden. Auf dem Abschnitt westlich von Otaru verkehren Regionalzüge alle ein bis zwei Stunden nach Kutchan. Deutlich dichter ist das Angebot ostwärts in Richtung Sapporo mit Zügen durchschnittlich alle 10 bis 20 Minuten. Neben gewöhnlichen Regionalzügen verkehren Eilzüge (Ishikari Liner) über Sapporo hinaus nach Iwamizawa. Hinzu kommt der halbstündlich verkehrende Schnellzug Airport Liner zum Flughafen Neu-Chitose. Einzige Verbindung ohne Umsteigen in Otaru ist der Eilzug Niseko Liner von Sapporo nach Kutchan (ein Zugpaar täglich).
Auf dem Vorplatz befindet sich ein Busterminal, der von zahlreichen Buslinien der Gesellschaften Hokkaidō Chuō Bus, JR Hokkaido Bus und Niseko Bus bedient wird. Hinzu kommt eine Bushaltestelle auf der Straße vor dem Bahnhof.

## Anlage
Otaru ist ein Systemwechselbahnhof: In Richtung Osten ist die Strecke doppelspurig ausgebaut und mit 20 kV 50 Hz Wechselspannung elektrifiziert. Die Strecke in westlicher Richtung ist eingleisig und nicht elektrifiziert. Der am Rande des Stadtzentrums gelegene Bahnhof besitzt zwölf Gleise, wovon vier für den Personenverkehr genutzt werden. Sie befinden sich am Hausbahnsteig, einem daran anschließenden, nach Sapporo ausgerichteten Zungenbahnsteig und einem Mittelbahnsteig. Letzterer ist durch einen Personentunnel mit dem Empfangsgebäude an der Ostseite der Anlage verbunden.
Das heutige Empfangsgebäude aus dem Jahr 1934 ist das erste auf Hokkaidō, das aus Stahlbeton errichtet wurde. Es ist eines der wenigen modernistischen Bahnhofbauten der frühen Shōwa-Zeit – neben Yokohama (1928), Ryōgoku (1929) und Ueno (1932) – die heute noch in Betrieb sind, weshalb es zu den japanischen Eisenbahndenkmälern gehört.
Im Fiskaljahr 2014 wurden durchschnittlich 8.788 Fahrgäste pro Tag gezählt, womit Otaru der am siebtmeisten frequentierte Bahnhof von JR Hokkaido ist.

## Gleise
| 1/2/4 | ▉ Hakodate-Hauptlinie | Teine • Sapporo • Iwamizawa • Flughafen Neu-Chitose |
| 1/2/4 | ▉ Hakodate-Hauptlinie | Kutchan • Oshamambe                                 |
| 5     | ▉ Hakodate-Hauptlinie | Teine • Sapporo • Iwamizawa • Flughafen Neu-Chitose |

## Bilder

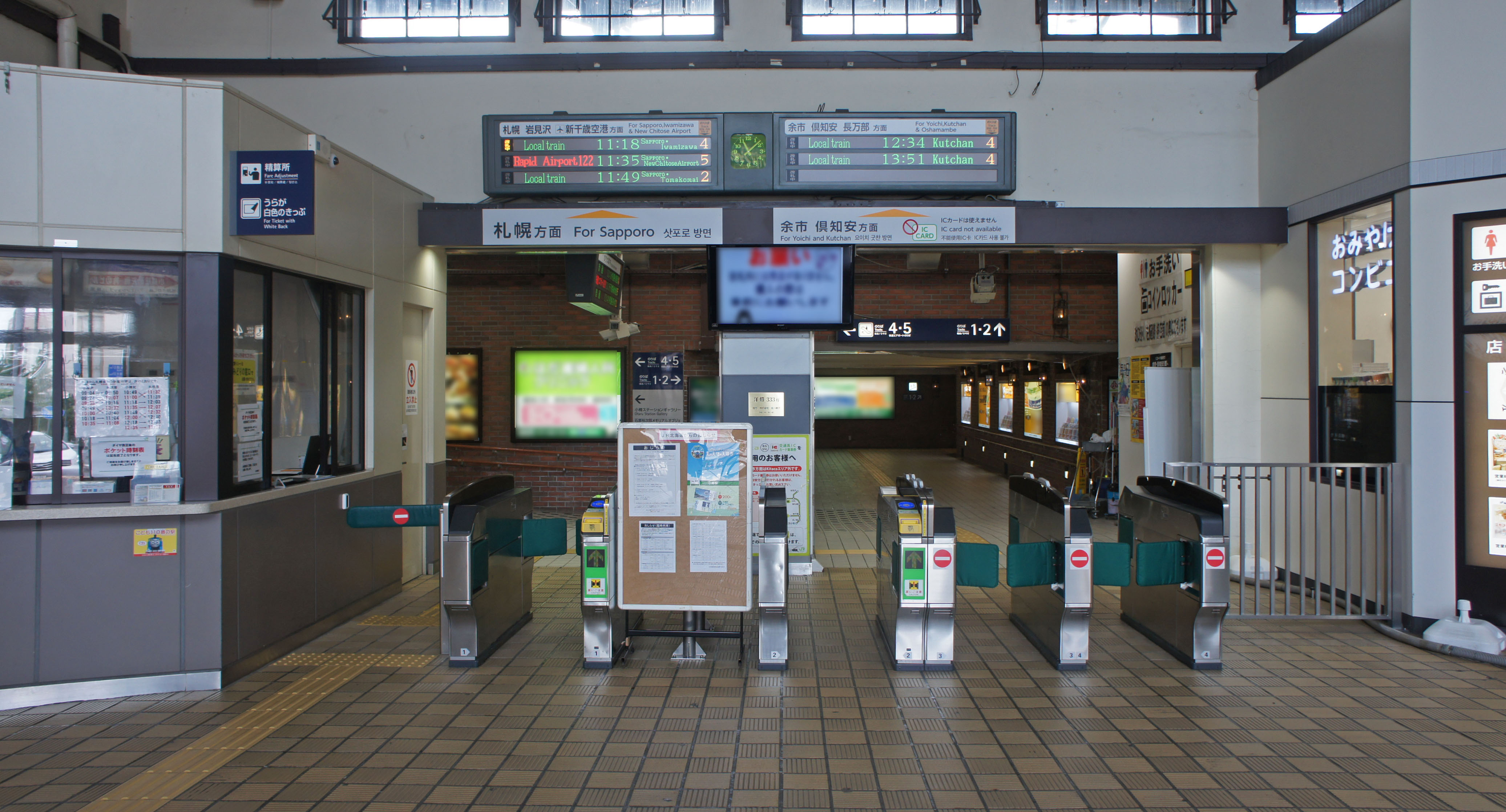
Bahnsteigsperren
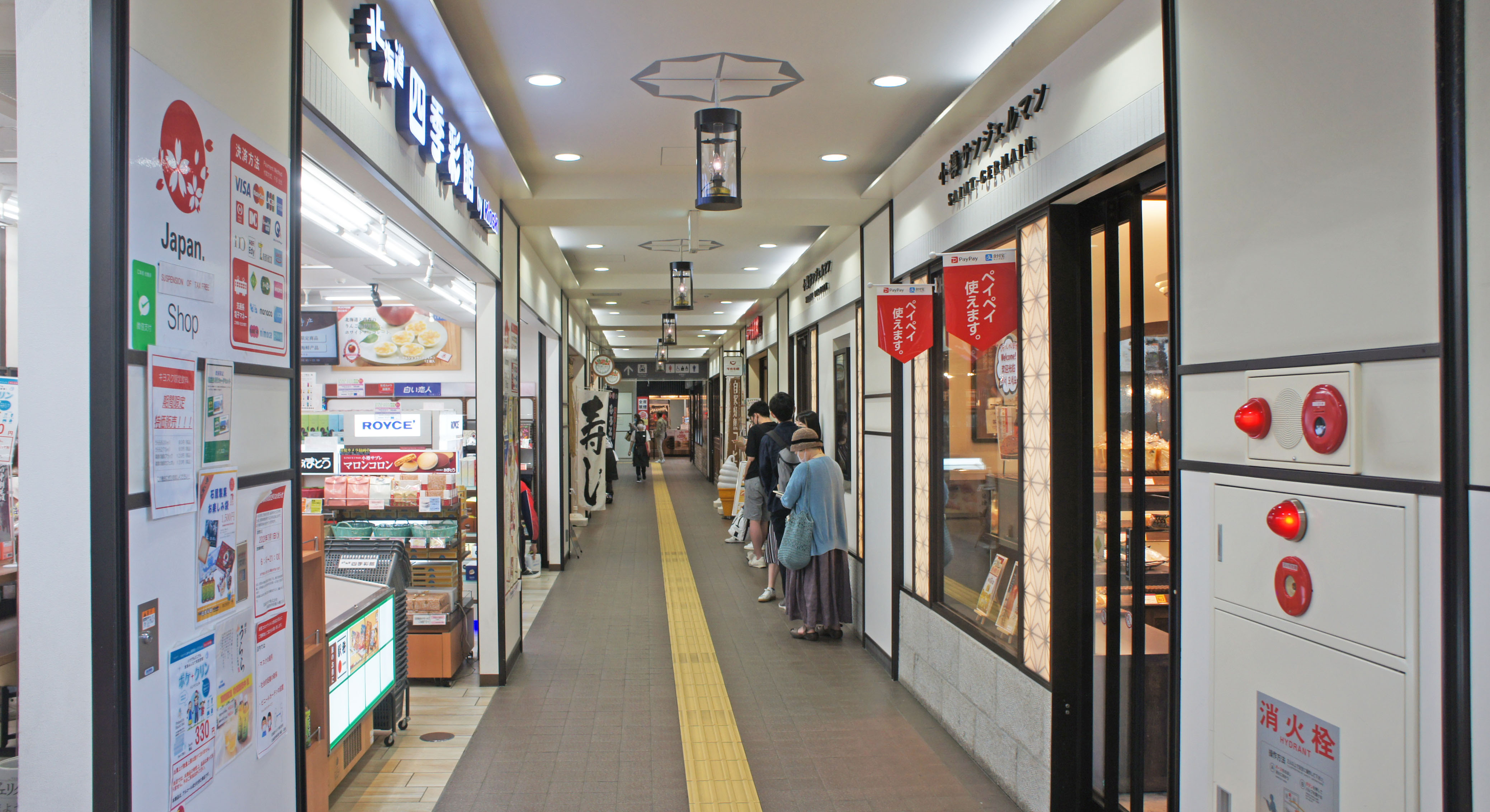
Ladenpassage
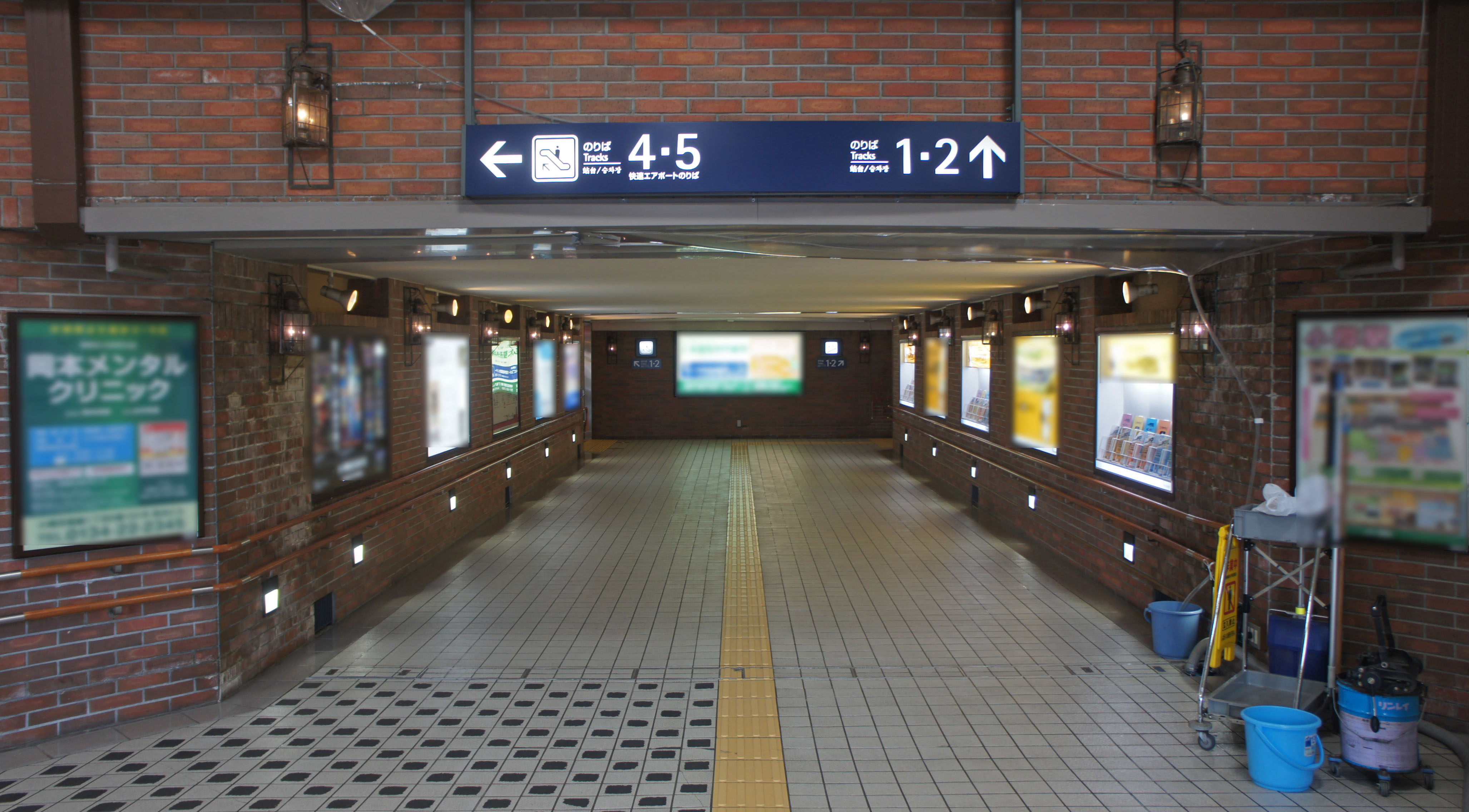
Fußgängertunnel
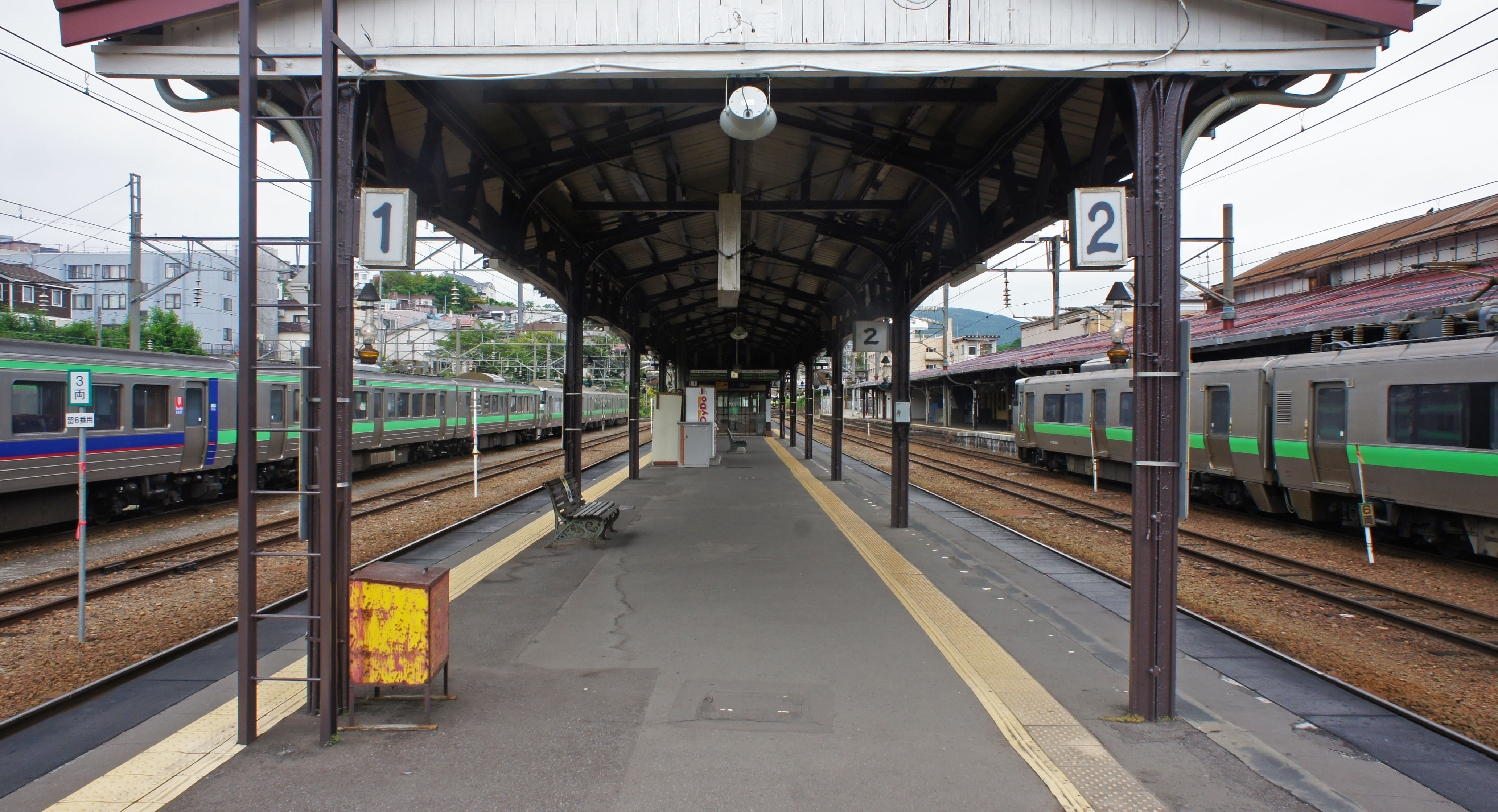
Mittelbahnsteig
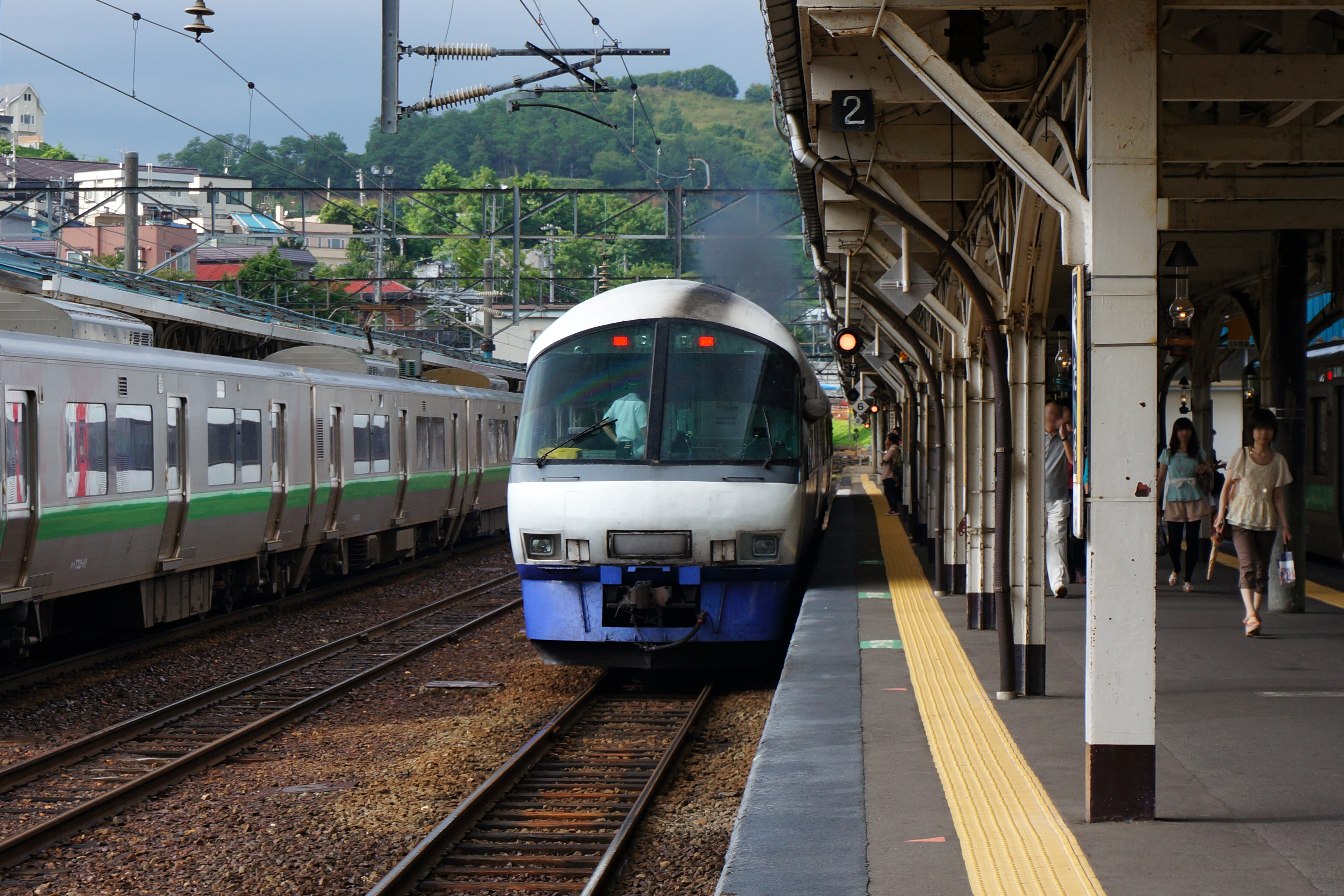
Sonderexpress „Nupuri“

## Linien
| Verlauf der Hakodate-Hauptlinie |
| --- |
| Hakodate • Goryōkaku • Kikyō • Ōnakayama • Nanae • Shin-Hakodate-Hokuto • Niyama • Ōnuma • Ōnumakōen • Akaigawa • Komagatake • Mori • Katsuragawa • Ishiya • Hon-Ishikura • Ishikura • Otoshibe • Nodaoi • Yamakoshi • Yakumo • Washinosu • Yamasaki • Kuroiwa • Kita-Toyotsu • Kunnui • Oshamambe • Futamata • Warabitai • Kuromatsunai • Neppu • Mena • Rankoshi • Konbu • Niseko • Hirafu • Kutchan • Kozawa • Ginzan • Shikaribetsu • Niki • Yoichi • Ranshima • Shioya • Otaru • Minami-Otaru • Otaru-Chikkō • Asari • Zenibako • Hoshimi • Hoshioki • Inaho • Teine • Inazumikōen • Hassamu • Hassamuchūō • Kotoni • Sōen • Sapporo • Naebo • Shiroishi • Atsubetsu • Shinrinkōen • Ōasa • Nopporo • Takasago • Ebetsu • Toyohoro • Horomui • Kami-Horomui • Iwamizawa • Minenobu • Kōshunai • Bibai • Chashinai • Naie • Toyonuma • Sunagawa • Takikawa • Ebeotsu • Moseushi • Fukagawa • Osamunai • Chikabumi • Asahikawa Sawara-Zweigstrecke: Ōnuma • Chōshiguchi • Shikabe • Oshima-Numajiri • Oshima-Sawara • Kakarima • Oshironai • Higashi-Mori • Mori |

## Geschichte

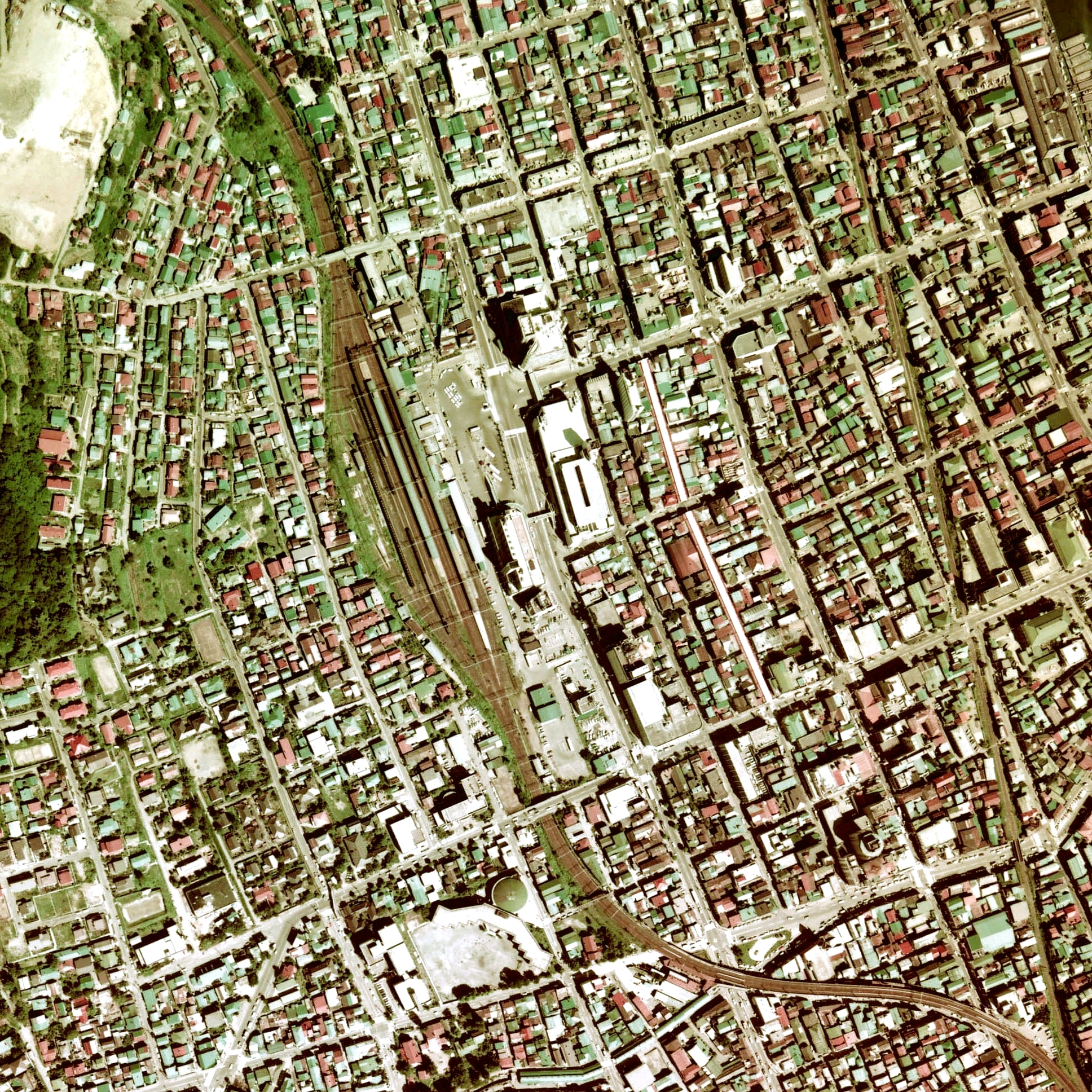
Luftansicht (1976)

Die Bahngesellschaft Horonai Tetsudō betrieb ab 1880 eine Bahnstrecke zwischen Sapporo und Otaru. Im Stadtgebiet von Otaru wies sie eine im Vergleich zur heutigen Hakodate-Hauptlinie näher am Hafen verlaufende Streckenführung auf. Der als Temiya-Linie bezeichnete Abschnitt zwischen Minami-Otaru und Temiya blieb bis 1985 in Betrieb, der Kopfbahnhof Temiya wird heute als Eisenbahnmuseum genutzt. Da von Temiya aus nicht in Richtung Westen weitergebaut werden konnte, errichtete die Hokkaidō Tetsudō eine in Minami-Otaru abzweigende Strecke nach Ranshima. Diese wurde am 28. Juni 1903 eröffnet, zusammen mit einem neuen Bahnhof Otaru, der zunächst die Bezeichnung Otaru-chūō (小樽中央) trug.
Mehrmals erhielt der Bahnhof einen neuen Namen: Inaho (稲穂) am 1. Juli 1903, Takeshima (高島) am 15. Oktober 1904, Chūō-Otaru (中央小樽) am 15. Dezember 1905 und schließlich Otaru am 15. Juli 1920. Der Güterumschlag wurde am 1. Oktober 1964 eingestellt. Der Streckenabschnitt in Richtung Sapporo war ab 29. August 1965 zweigleisig befahrbar und wurde am 28. August 1968 elektrifiziert. Im Zuge der Privatisierung der Staatsbahn ging der Bahnhof am 1. April 1987 in den Besitz der neuen Gesellschaft JR Hokkaido über.